# Manerbe
Manerbe – miejscowość i gmina we Francji, w regionie Normandia, w departamencie Calvados.
Według danych z 1990 r. gminę zamieszkiwało 498 osób, a gęstość zaludnienia wynosiła 27 osób/km² (wśród 1815 gmin Dolnej Normandii Manerbe plasuje się na 444. miejscu pod względem liczby ludności, natomiast pod względem powierzchni na miejscu 146.).